# Da qualche parte al di là del mare
Da qualche parte al di là del mare (Somewhere Beyond the Sea) è un romanzo di realismo magico del 2024 dello scrittore TJ Klune. Si tratta del seguito del romanzo La casa sul mare celeste.

## Trama
Un anno dopo gli eventi dell'ultimo libro, la fenice Arthur Parnassus vive con il compagno Linus Baker nell'orfanotrofio gestito da loro e dalle amiche Zoe ed Helen (partner di Zoe), accudendo i sei bambini magici Lucy (l'Anticristo), Talia (una gnoma), Theodore (una viverna), Phee (uno spirito della foresta), Sal (un mutaforma) e Chauncey (una creatura simile ad un blob verde). Arthur progetta di adottare legalmente i sei bambini, così che possano diventare suoi figli a tutti gli effetti. Grazie all'impegno di Helen, il villaggio di cui è sindaca è diventato un luogo sicuro per gli esseri magici, dove ben si integrano con gli umani comuni.
Arthur e Linus devono tornare nella città natale di quest'ultimo, dal momento che Arthur si è offerto di testimoniare a un processo contro il sistema di affidamento dei bambini magici, che spesso vengono sottoposti a gravi abusi fisici e psicologici; lo stesso Arthur, da bambino, fu vittima del direttore dell'orfanotrofio in cui viveva, che lo chiuse per sei mesi in una cantina per punirlo dopo che aveva cercato di denunciarlo alle autorità.
Durante il processo, Arthur viene preso di mira dalla ministra Jeanine Rowder, che nutre forti pregiudizi contro gli esseri magici e decreta che l'orfanotrofio di Parnassus dovrà essere sottoposto a un'indagine, apparentemente per garantire la sicurezza dei bambini residenti, in quanto Rowder ritiene che Arthur, con i suoi sentimenti antigovernativi, stia indottrinando i bambini per mettere su un esercito magico con cui attaccare il governo. In particolare, si scopre che Arthur, in passato, aveva aiutato numerosi esseri magici a sfuggire alla registrazione del governo. 
Linus chiede ad Arthur di sposarlo e Arthur accetta. Prima di tornare a casa, i due vanno a prendere David, un giovane yeti i cuoi genitori sono stati uccisi da dei cacciatori, per portarlo sull'isola. David ha una forte inclinazione teatrale e ama identificarsi in modo giocoso come un "mostro", etichetta con la quale gli altri lo hanno sempre definito. David viene ben accolto dagli altri bambini dell'isola, sebbene Lucy rimanga offeso dal fatto che Arthur permetta allo yeti di dare sfogo alle sue fantasie come invece a lui non è permesso. Arthur e Lucy hanno una discussione filosofica sul fatto che non è giusto imporre la propria volontà agli altri, nemmeno per far cessare i pregiudizi contro gli esseri magici. Lucy accetta di non usare i suoi poteri da Anticristo per piegare il volere delle persone, riconoscendo che preferisca essere buono e aiutare il prossimo.
Sull'isola giunge una funzionaria del governo, la signorina Marblemaw; nonostante professi di voler solo il bene dei bambini, è chiaro fin da subito che il suo unico scopo è quello di indicare Arthur inadatto a occuparsi dei piccoli, così che il governo possa sottrarglieli. Durante un'uscita al villaggio, la donna arriva a ferire David accusandolo di aver cercato di aggredire un essere umano. Origliando casualmente una videochiamata tra Rowder e Marblemaw, Arthur scopre che Rowder e i suoi superiori vogliono impadronirsi di Lucy per usare i suoi poteri da Anticristo per piegare il mondo al loro volere, intendendo sfruttare gli altri bambini dell'isola come forma di ricatto per costringere il bambino a fare come gli ordinano. Ciò scatena la fenice distruttiva di Arthur, che viene tentato di permettere a Lucy di usare i suoi poteri come aveva affermato in precedenza. Riesce a calmarsi grazie a Linus, quindi rivela quello che ha scoperto a Linus, i bambini e Zoe, che decidono di prendere provvedimenti.
Dopo aver tormentato con vari scherzi la signorina Marblemaw, Zoe la bandisce dall'isola usando i suoi poteri da spirito del posto. Qualche tempo dopo, mentre il gruppo è in vacanza al villaggio, viene circondato da uomini armati guidati da Rowder e Marblemaw, venuti a prelevare i bambini con la forza. Lucy legge nell'animo di Rowder e rivela che il suo odio verso gli esseri magici deriva dalla morte di suo padre, presumibilmente ucciso da una creatura non umana. Zoe rivela di essere la regina del luogo, in quanto, in precedenza, l'isola era collegata alla terraferma; aveva deciso di isolarsi nascondendo la sua identità in quanto traumatizzata dallo sterminio della sua famiglia per mano di umani. Zoe rivendica la sua autorità per bandire Rowden, Marblemaw e il loro esercito dal luogo, poi, con l'aiuto dei bambini, di Linus e Arthur, collega nuovamente l'isola alla terraferma.
Il regno di Zoe diventa un luogo sicuro per creature magiche di tutto il Paese, mentre Rowder viene costretta alle dimissioni e sostituita da un essere magico, che promette di cambiare le cose in meglio. Arthur e Linus si sposano con una cerimonia davanti a tutto il villaggio e David viene ufficialmente adottato.